# Conway (Dél-Karolina)
Conway város az USA Dél-Karolina államában. Lakosainak száma 24 849 fő (2020. április 1.).

## Története
Conway Dél-Karolina egyik legrégebbi városa. A korai angol gyarmatosítók a falut „Kings Town”-nak nevezték el, de hamarosan „Kingston”-ra változtatták. A várost 1732-ben alapították Robert Johnson királyi kormányzó településrendezési tervének részeként. A Waccamaw folyóra néző sziklán feküdt a mai Horry megyében.
Horry megyét 1801-ben hozták létre, bíróságát pedig Kingstonban rendezték be. A „Kingston” nevet később „Conwayborough”-ra változtatták, Robert Conway tábornok, a helyi hős tiszteletére. 1883-ban a dél-karolinai közgyűlés a város nevét „Conway-”re változtatta.

## Népesség
A település népességének változása:

| 2010 | 17 103 |
| 2020 | 24 849 |